# 悪女の季節 (テレビドラマ)
『悪女の季節』（あくじょのきせつ）は、1990年にテレビ朝日系「土曜ワイド劇場」で放送されたテレビドラマ。主演は中田喜子。視聴率は14.5%。

## キャスト
- 中沢万紀（船戸競艇場勤務）〈29〉 - 中田喜子
- 岩瀬雅彦（岩瀬興業の御曹司）〈31〉 - 宅麻伸
- 篠原英二（クラブ「雅城」バーテン）〈40〉 - 長塚京三
- カミヤマ（岩瀬一蔵の秘書） - 木村元
- 岩瀬松子（岩瀬の妻）〈54〉 - 岩崎加根子
- 稲山正男（船戸東署刑事）〈47〉 - 井上昭文
- 岩瀬一蔵（雅彦の父・岩瀬工業会長）〈59〉 - 平幹二朗
- 小沢仁志、布瀬智子、木村有里、野見山夏子、風間みつき、甲斐美恵、藤枝かな、伊藤久美子、高杉亘、深谷隆、草見潤平、浜本健志、川口仁、山岡八高、大坪日出代、阿部六郎、加藤治、伊藤正博、田村元治、三川雄三、山崎満、河合絃司、早川亜友子、永島健一

## スタッフ
- 脚本 - 服部ケイ
- 監督 - 真船禎
- 音楽 - 丸谷晴彦
- プロデューサー - 工藤英博、東城祐司、白崎英介、千野栄彦
- 制作 - テレビ朝日、PDS